# Mini-lp
Een mini-lp is een vinyl-lp die een doorsnee heeft van 10 inch in plaats van 12 inch. Deze term is achteraf bedacht. Aanvankelijk gebruikte de platenindustrie voor dit formaat zowel de termen long play (lp) als extended play (ep). Het begrip mini-lp  werd destijds gebruikt voor 7 inch-grammofoonplaten, die speelden op 33 1/3 toeren en dikwijls zes muzieknummers bevatten, dan wel gesproken woord.
In de vijftiger en zestiger jaren werden zowel populaire muziek, jazz als klassieke concerten op dit medium uitgegeven. Daarna stierf het formaat uit, totdat tijdens de rage rondom vinylgadgets, tijdens het hoogtepunt van de new wave en disco (1977-1983), het weer 'in' was een mini-lp uit te brengen.
Het formaat van de schijf leidde tot discussies in welke hitparade de plaat onder te brengen:
- de singles-hitparade omdat er slechts één nummer per kant op staat, of
- de albumlijst vanwege de speelduur van het medium.

De mini-lp How cruel van Joan Armatrading uit 1980 (waarop haar hit Rosie) was in feite een ep (met per kant twee nummers), maar werd vanwege de doorsnee ingedeeld bij de lp's en kwam dus in de albumlijst terecht.